# Stubaital

Blick zum Stubaier Gletscher

Das Stubaital, kurz das Stubai genannt, ist das größte Seitental des Wipptals und das Haupttal der Stubaier Alpen im österreichischen Bundesland Tirol. Es erstreckt sich vom Alpenhauptkamm 35 km in nordöstlicher Richtung bis in die Nähe der Tiroler Landeshauptstadt Innsbruck. Es ist eine Tourismusdestination, sowohl im Sommer (z. B. Stubaier Höhenweg) als auch im Winter (Stubaier Gletscherbahn, Schlick 2000, Elferlifte und Serlesbahnen). Bekannt ist es auch wegen der Produktion von Metallwerkzeug.

## Geografie

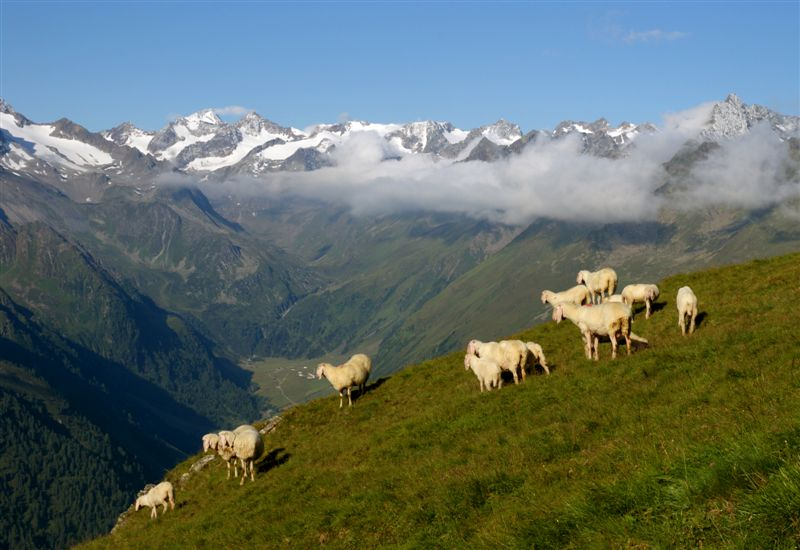
Oberberg

Das Stubaital ist das größte Seitental des Wipptals und liegt südwestlich von Innsbruck. Im vorderen Bereich wird es beidseitig durch steilwandige Dolomitstöcke (Kalkkögel und Serleskamm) gerahmt. Unter Bergsteigern bekannte Gipfel der Stubaier Alpen sind der Habicht (3277 m), der Wilde Freiger (3418 m), der Schrankogel (3496 m), die Ruderhofspitze (3473 m) und das Zuckerhütl (3507 m), der höchste Gipfel der Stubaier Alpen.
Hauptfluss des Tales ist die Ruetz, die unterhalb der Brennerstraße bei der Stefansbrücke auf 680 m Seehöhe in die Sill mündet. Die größten Seitentäler sind das Schlick-, das Pinnis-, das Langen- und das Oberbergtal. Im Einzugsgebiet liegen knapp zwanzig größere und eine Anzahl kleinerer Gletscher, wodurch die Ruetz einen ausgeprägten Gletscherbach-Charakter aufweist, mit tages- und jahreszeitlich stark wechselnden Abflussmengen.

### Gemeinden
Im Stubaital liegen fünf Gemeinden (Reihenfolge taleinwärts):
- Schönberg im Stubaital
- Mieders
- Telfes im Stubai
- Fulpmes
- Neustift im Stubaital

Sie bilden den Planungsverband Stubaital und gehören dem Bezirk Innsbruck-Land an. Insgesamt leben hier 14.273 Einwohner (Stand 1. Jänner 2024), davon 5006 in Neustift und 4599 in Fulpmes.

### Verkehrslage
Durch die Nähe zur Tiroler Landeshauptstadt Innsbruck und zum stark frequentierten Alpenübergang am Brennerpass ist das Stubaital sehr leicht erreichbar. Die Brennerautobahn quert das Wipptal über die Europabrücke. Zwei Kilometer südlich davon liegt die Ausfahrt Schönberg/Stubai unmittelbar am Stubaier Taleingang. Auch die Brenner-Bundesstraße führt am Taleingang vorbei. Ebenfalls bei Schönberg zweigt die Stubaitalstraße ab, die nach 31 km an der Talstation der Stubaier Gletscherbahn bei der Mutterbergalm auf 1748 m endet. Vom Hauptbahnhof in Innsbruck kann man Telfes und Fulpmes auch mit der 1904 errichteten Stubaitalbahn erreichen.
Jede der fünf Gemeinden wird mit der Autobuslinie Stubai der Innsbrucker Verkehrsbetriebe erschlossen.

## Geschichte

### Frühgeschichte und Besiedlung
Aus Orts- und Flurnamen sowie Bodenfunden ergeben sich die ältesten Hinweise zur Besiedlungsgeschichte lange vor schriftlichen Zeugnissen. Prähistorische Keramik- und Bronzegegenstände fand man an den Hängen beidseits der Ruetz im vordersten Talbereich. Sie werden in die frühe Bronzezeit (ca. 1800 bis 1300 v. Chr.) und in die daran anschließende Urnenfelderzeit (bis 1000 v. Chr.) datiert. Der Muiggnbichl bei Telfes und der Zauberbichl bei Schönberg waren demnach bereits von den Rätern besiedelt, die in der La-Tène-Zeit (450 bis 250 v. Chr.) von zuwandernden Kelten überlagert wurden. Der Stamm der Breonen, vom römischen Dichter Horaz benannt, wurde 15 v. Chr. von den vorrückenden römischen Legionen besiegt. Den Soldaten folgten römische Siedler, worauf zahlreiche romanische/lateinische Orts- und Flurnamen bis hinauf zur Almregion hindeuten: z. B. Gleins (collina/collis „Hügel“), Tschaffinis (ad cavinas „Wiese bei den Höhlen“), Tschafalles (ad cavalles „Rossweide“), Pfurtschell (forcella/furca, „Einsattelung“), Kampl (campiglia/campus „Feld“), Falbeson (val busana „Sacktal“), Ranalt (rovina alta „hohe Mure“), Schangelair (camp angulairu „eckiges Feld“), Kartnall (cortinale „kleiner Hof“), Fagschlung (fossa longa „langer Graben“).
Ende des 6. Jahrhunderts n. Chr. begann die Landnahme durch die Bajuwaren und damit, vor allem im vorderen Stubaital, die Überlagerung mit der deutschen Sprache. Hermann Ignaz Bidermann berichtet 1877 darüber, dass sich, einer Sage nach, die deutschsprachige Bevölkerung noch im Hochmittelalter nicht mit den romanischen Stubaiern im hinteren Talbereich verständigen konnte. Der Name des Tals taucht unter der Bezeichnung „inter Alpes ad Stupeia“ („innerhalb des Gebirges im Stubaital“) um 993/94–1005 erstmals in einer Traditionsnotiz des Hochstifts Freising auf. Spätere urkundlich bezeugte Bezeichnungen sind Stubei, Stubaie oder Stubay.

### Kirchliche und politische Entwicklung

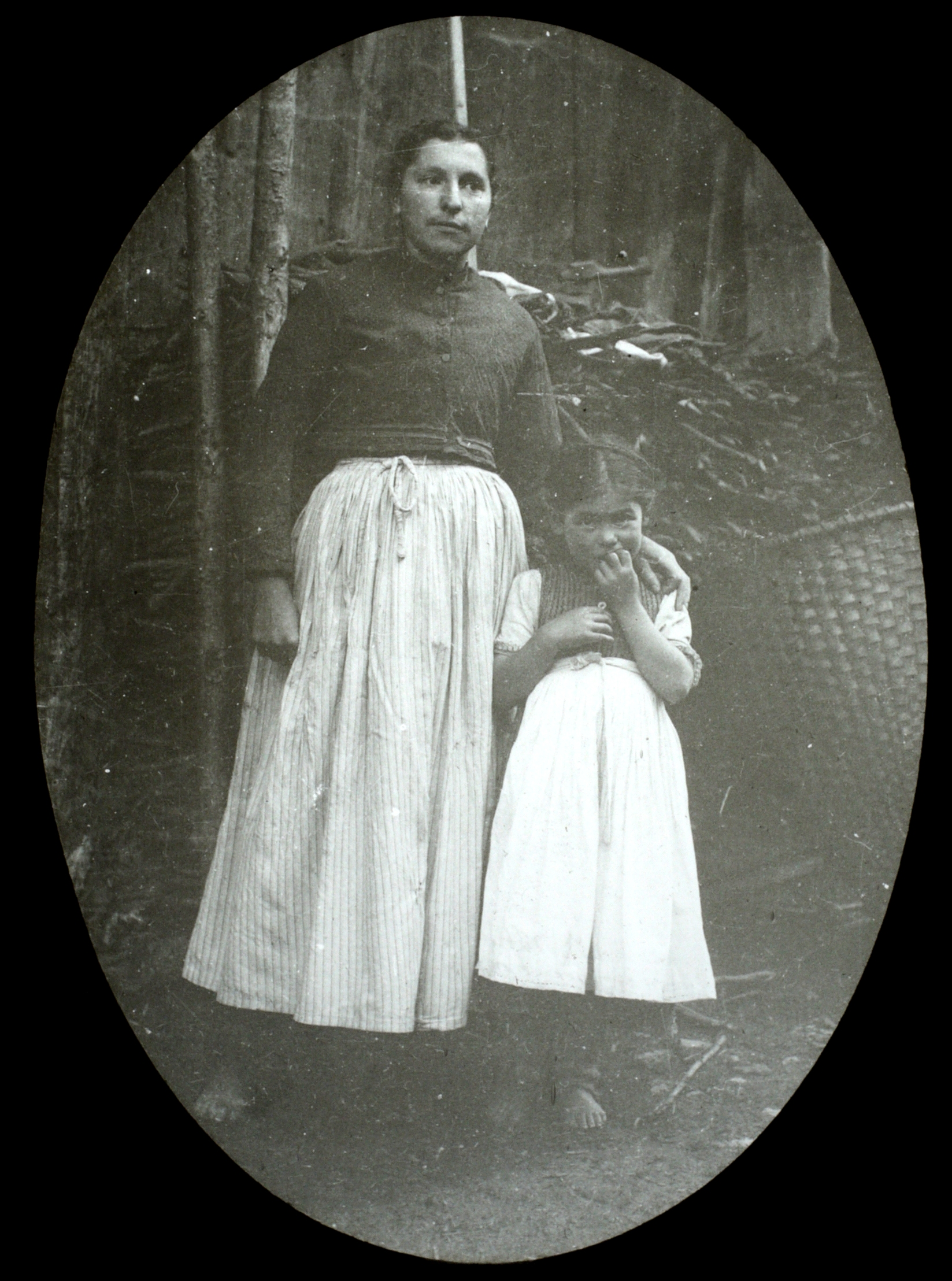
Juli 1903: Forchach – Stubaital

Der erste Kirchenbau entstand vermutlich schon in frühchristlicher Zeit in Telfes, das über Jahrhunderte das kirchliche Zentrum des Tales bildete. Gottesdienste in Mieders und Fulpmes sind bereits 1389 beurkundet. 1515 ließ Kaiser Maximilian, der häufig im hinteren Tal auf der Jagd war, in Neustift eine Kapelle errichten. Die heute jeweils in Dorfmitte stehenden Kirchenbauten gehen auf den Telfer Pfarrer und Kirchenbaumeister Franz de Paula Penz zurück und entstanden um die Mitte des 18. Jahrhunderts.
Ein eigenes Gericht Stubai unter der Herrschaft der Grafen von Tirol wird erstmals 1326 urkundlich erwähnt. Der Sitz des Gerichtes und damit das politische und Verwaltungszentrum des Tales befand sich zunächst ebenfalls in Telfes und wanderte um 1690 nach Mieders, wo es – mit Unterbrechungen – bis 1923 bestand. Die politische Verwaltung liegt seit 1869 bei der Bezirkshauptmannschaft Innsbruck.

### Wirtschaftliche Entwicklung, Tourismusgeschichte
Die Lage Schönbergs am Zugang zum Brennerpass, über den die Römer eine erste Straße bauten, verschaffte diesem Ort schon früh erhebliche Bedeutung. Römische Soldaten zogen hier nach Norden, danach germanische Stämme nach Süden, Kaiser und Päpste nutzten diesen zentralen Alpenübergang. Dadurch wurde er zu einem wichtigen Handelsweg, von dem die Anrainer profitierten.
Im übrigen Tal dominierte wie vielerorts eine agrarische Struktur zur Grundversorgung der Bewohner und Abgabenleistung an kirchliche und adelige Grundbesitzer. Mit einer Ausnahme: Erste Berichte aus dem 14. Jahrhundert weisen auf das Schmiedehandwerk in Fulpmes hin. Nicht gesichert ist, ob der – mäßig erfolgreiche – Stubaier Bergbau das Metallhandwerk zur Folge hatte. Eher war es umgekehrt. Man produzierte vor allem Werkzeuge, aber etwa auch Turmuhren und später Bergsport-Ausrüstung. Die Produkte wurden erst mittels Buckelkraxe vertrieben, ab dem 17. Jahrhundert auf Fuhrwerken. 1904 übernahm die Stubaitalbahn deren Transport.
Als Vorläufer des Tourismus, des heute wichtigsten Wirtschaftszweigs, können die Jagdausflüge von Kaiser Maximilian im 16., die Wallfahrten nach Maria Waldrast ab dem 17. und die Sommerfrischler in Schönberg und Mieders im 18./19. Jahrhundert gesehen werden. Auch die „Bauernbadln“ in Mieders, Medraz und Bärenbad zogen schon früh Besucher an. Mitte des 19. Jahrhunderts entwickelte sich der Bergtourismus, der bis heute andauert. Der Österreichische Alpenverein bildete Einheimische zu Trägern und Bergführern aus und errichtete Hütten (als erste 1875 die Dresdner Hütte) und Wege. Pfarrer Franz Senn, Mitgründer des Deutschen Alpenvereins, verbrachte seine letzten Lebensjahre in Neustift und ist am Ortsfriedhof begraben.
Jede Verbesserung der Verkehrserschließung (Brennerstraße, Brennerbahn, Stubaitalbahn, Talstraße und Linienbus, Brennerautobahn) brachte mehr Besucher ins Tal. Das touristische Geschehen verlagerte sich von den Bergen ins Tal, wo Gaststätten und Herbergen entstanden. Tiefe Zäsuren verursachten die beiden Weltkriege, seit 1945 ist ein anhaltender Aufschwung zu verzeichnen. Der Schitourismus wurde erst mit dem Liftbau von Fulpmes nach Froneben 1960 zu einem spürbaren Faktor. Nach Errichtung der Stubaier Gletscherbahn 1973 begannen die Umsätze im Winterhalbjahr den Sommer zu überholen.

## Wirtschaft und Infrastruktur

### Tourismus
Der Tourismus ist der bedeutendste Wirtschaftszweig des Stubaitales. Er bietet die meisten Arbeitsplätze und erzielt die stärksten Umsätze. Eine Stärke des Stubaier Tourismus ist die ganzjährige Verteilung der Saisonzeiten. Neben dem seit Beginn des Alpinismus (Mitte 19. Jahrhundert) stetig zunehmenden Sommertourismus hat sich seit dem Bau der Stubaier Gletscherbahn (1973) und kleinerer Anlagen ein immer stärkerer Wintertourismus entwickelt. 2010 brachte das Winterhalbjahr (Nov. – Apr.) 60 % der insgesamt 1,7 Mio. Nächtigungen und einen noch höheren Anteil des Jahresumsatzes. Die mit großem Abstand tourismusintensivste Gemeinde ist Neustift. Die Tourismusaktivitäten werden seit 2006 von einem gemeinsamen Tourismusverband Stubai Tirol koordiniert und verwaltet.
Die Beherbergung der Gäste erfolgt in einem breiten Spektrum von Betrieben, vom 5-Sterne-Hotel über private Frühstückspensionen und Ferienwohnungen bis zu Hütten und Campingplätzen. Ähnlich vielfältig ist auch das gastronomische Angebot.

#### Winterangebot

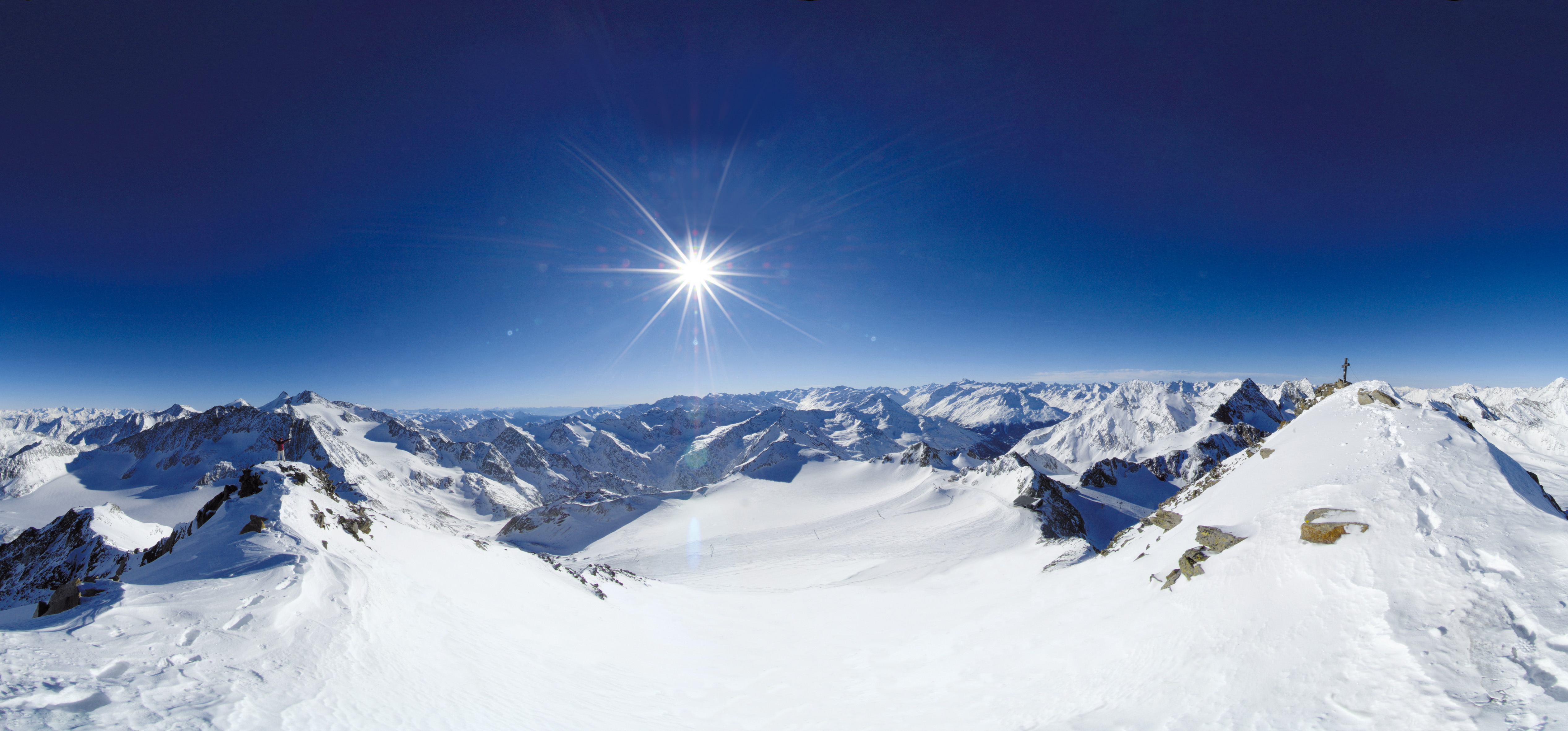
Panorama Stubaier Gletscher

Durch die Höhenlage und klimatische Eigenheiten der Region am Alpenhauptkamm gilt das Gebiet als besonders schneesicher. Der Wintertourismus erfordert wesentlich höhere Investitionen und Erhaltungsmaßnahmen. Dies gilt insbesondere für den Skibetrieb mit Zufahrtsstraßen, Seilbahnen und Liften, Pisten und Versorgungseinrichtungen.
Die Stubaier Gletscherbahnen erschließen mit 700 ha Skigebietsfläche das größte Gletscherskigebiet Österreichs. Daneben stehen den Gästen noch die Skigebiete Schlick 2000,
Elfer- und Serleslifte zur Auswahl. Das Winterangebot ergänzen mehrere Langlaufloipen, Rodelbahnen und Winterwanderwege.

#### Sommerangebot

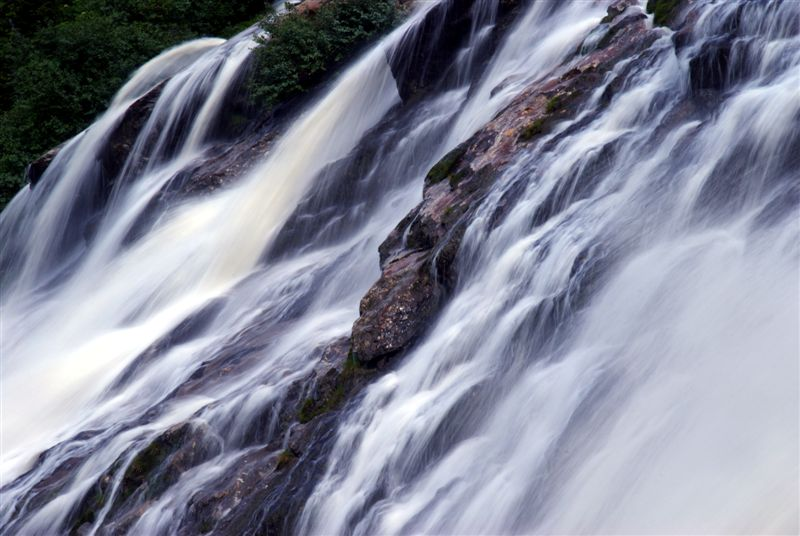
Grawa-Wasserfall

Die wichtigste Sommerattraktion bilden nach wie vor die Berge und die vielfältige Natur- und Kulturlandschaft mit Gletschern, Almen, Wiesen, Wäldern, Bächen und Wasserfällen. Besonders bekannt ist der gut zugängliche Grawa-Wasserfall. Drei Schutzgebiete (Landschaftsschutzgebiet Serles-Habicht-Zuckerhütl, Ruhegebiete Stubaier Alpen und Kalkkögel) wurden 1983 eingerichtet, um einen raumplanerischen Ausgleich zu den erfolgten Erschließungen herzustellen.
Die alpine Umgebung des Tales ist mit acht Alpenvereinshütten, zahlreichen Jausenstationen und einem weitverzweigten Wegenetz gut erschlossen. Mehrere Wegstrecken sind als Themenwanderwege ausgestaltet (z. B. Stubaier Höhenweg, Wilde-Wasser-Weg und Franz-Senn-Weg). Aussichtsplattformen gibt es an der Schaufelspitze im Gletscherskigebiet (Gipfelplattform Top of Tyrol) und am Kreuzjoch oberhalb von Fulpmes (StubaiBlick).

### Land- und Forstwirtschaft
Der landwirtschaftlich genutzte Talboden liegt großteils zwischen 900 und 1100 m Seehöhe. Wegen des alpinen Klimas dominiert die Viehwirtschaft mit Rindern, Schafen und Ziegen. Die Bewirtschaftung der Almflächen hat noch immer hohe Bedeutung. Einige Almen sind aufgelassen, manche wurden in letzter Zeit wieder in Betrieb genommen. In Kombination mit Einnahmen aus dem Tourismus scheinen sie wieder rentabel. Die damit verbundene Pflege der Kulturlandschaft ist ein wesentlicher Tourismusfaktor.
Die Forstwirtschaft versorgt vor allem die nähere Umgebung mit Brenn- und Bauholz und ist für den Schutz vor Naturgefahren von besonderer Bedeutung. Im gesamten Tal gibt es knapp 350 land- und forstwirtschaftliche Betriebe. Fast alle Bauern betreiben die Landwirtschaft im Nebenerwerb, Tourismus und Gewerbe ergänzen ihr Familieneinkommen. Insbesondere der Tourismus stärkt die Nachfrage nach lokalen landwirtschaftlichen Produkten, die teils durch Direktvermarktung zu den Konsumenten gelangen.

### Gewerbe und Industrie
Die Gemeinden Mieders und Neustift haben aus den Dörfern ausgelagerte Gewerbezonen, bei Fulpmes kann man von einer Industriezone sprechen. Die Stubai Werkzeugindustrie hat eine genossenschaftliche Organisation, die 1897 zur gemeinsamen Vermarktung der Fulpmer Schmiedeprodukte gegründet wurde. Die Produktpalette umfasst eine Vielfalt an Handwerkzeugen und Bergsportartikeln.
Das im Tal ansässige Bau- und Baunebengewerbe profitiert von den zahlreichen Tourismusbetrieben als Auftraggeber.
Die Österreichischen Bundesbahnen (ÖBB) betreiben an der Ruetz bei Fulpmes ein Laufkraftwerk.

## Kultur & Tradition

### Dialekt
Der Stubaier Dialekt gehört zur Westtiroler Familie. Im Taläußeren nähert er sich dem des Wipptales und des Innsbrucker Raumes an, in Neustift gibt es Gemeinsamkeiten mit dem inneren Ziller- oder Ötztal, so z. B. die „Umlautung“ langer Vokale: „Löch“ für Loch, „güet“ für gu(a)t. Eine Besonderheit ist das Fulpmer-„r“, das ähnlich wie im amerikanischen Englisch und dem Oberlausitzischen artikuliert wird. Wortschatz und Syntax weisen einige urtümliche Besonderheiten auf. Das Fulpmerische ist einzigartig in Tirol. In Medraz (Ortsteil von Fulpmes) und in Kampl (Ortsteil von Neustift im Stubaital) besteht jedoch ein Übergang zwischen dem fulpmerischen Dialekt und neustifter Dialekt. Der Stubaier Dialekt wird im vorderen Tal (Schönberg im Stubaital) durch den Innsbrucker Dialekt verdrängt.

### Bildungswesen
Alle fünf Gemeinden des Tales haben Volksschulen für die Sechs- bis Zehnjährigen, Neustift wegen der weit gestreuten Siedlungen sogar deren drei. Dort und in Fulpmes, den beiden einwohnerstärksten Gemeinden, befinden sich auch Mittelschulen, wobei jene in Neustift durch eine Skimittelschule ergänzt wird, eine Sonderform, die den speziellen Bedürfnissen des skisportlichen Nachwuchses angepasst ist. Die Mittelschule in Fulpmes nimmt auch die Kinder von Schönberg, Mieders und Telfes auf. Fulpmes hat zudem eine Höhere Technische Lehranstalt für Metallbearbeitung, die bis zur Matura führt.

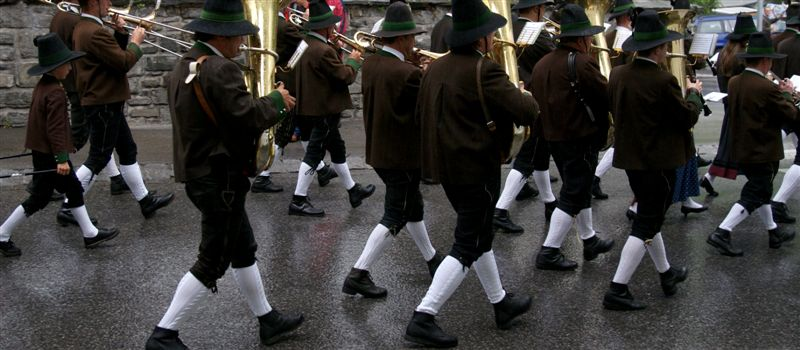
Musikkapelle Stubaital

### Musik- und Schützenwesen, Tracht
Musikkapellen gehören zur kulturellen Grundausstattung eines Tiroler Dorfes, das gilt auch im Stubai. Sie treten, ebenso wie die Schützenkompanien, in einheitlicher Taltracht auf. Diese lässt sich weiter zurückverfolgen als anderswo in Tirol, nämlich bis in die Nähe der Tiroler Freiheitskriege ins frühe 19. Jahrhundert. Zur Musikkultur tragen auch Kirchen- und andere Chöre sowie einige Tanzkapellen bei. Die musikalische Ausbildung hat durch das Landesmusikschulwesen eine solide Basis.

### Darstellende und bildende Kunst, Museen
Alle Gemeinden haben Dorfbühnen, darunter hat das Stubaier Bauerntheater in Fulpmes die längste und reichste Tradition seit 1903. Im Tal leben und wirken einige bildende Künstler, unter denen der Maler Herbert Danler (Telfes), der Holzbildhauer Hansjörg Ranalter (Neustift) und der Metallkünstler Johannes Maria Pittl (Fulpmes) herausragen. Hohe Qualität hat das Krippenschnitzen; Fulpmes kann als „Krippendorf“ bezeichnet werden und trägt dem durch ein Krippenmuseum Rechnung. Daneben befindet sich ein Schmiedemuseum, und in Neustift/Kampl gibt es ein Heimatmuseum mit altem bäuerlichen, handwerklichen und touristischen Inventar.

## Persönlichkeiten
- Michael Pfurtscheller, Handelsherr, Gastwirt und Kampfgenosse Andreas Hofers
- Franz Senn, Pfarrer und Tourismuspionier

### Künstler
- Franz de Paula Penz, Pfarrer und Kirchenbauer
- Ludwig Penz, Bildhauer
- Clemens Holzmeister, Architekt
- Herbert Danler, akademischer Maler

### Sportler
- Vinzenz Hörtnagl, Gewichtheber
- Markus Prock, Kunstbahnrodler
- Ingo Appelt, Bobfahrer
- Andreas Kofler, Skispringer
- Gregor Schlierenzauer, Skispringer, Skiflieger
- Andreas Orgler, Alpinist, Architekt, Drachenflieger
- Stefan Denifl, Radrennfahrer

## Sonstiges
Mit dem Verschmelzen der Talbezeichnung mit bay, englisch für Meeresbucht, wurde der Name StuBay für das im Oktober 2014 grundlegend erneuerte Schwimmbad in Telfes geschaffen.

## Bildergalerie

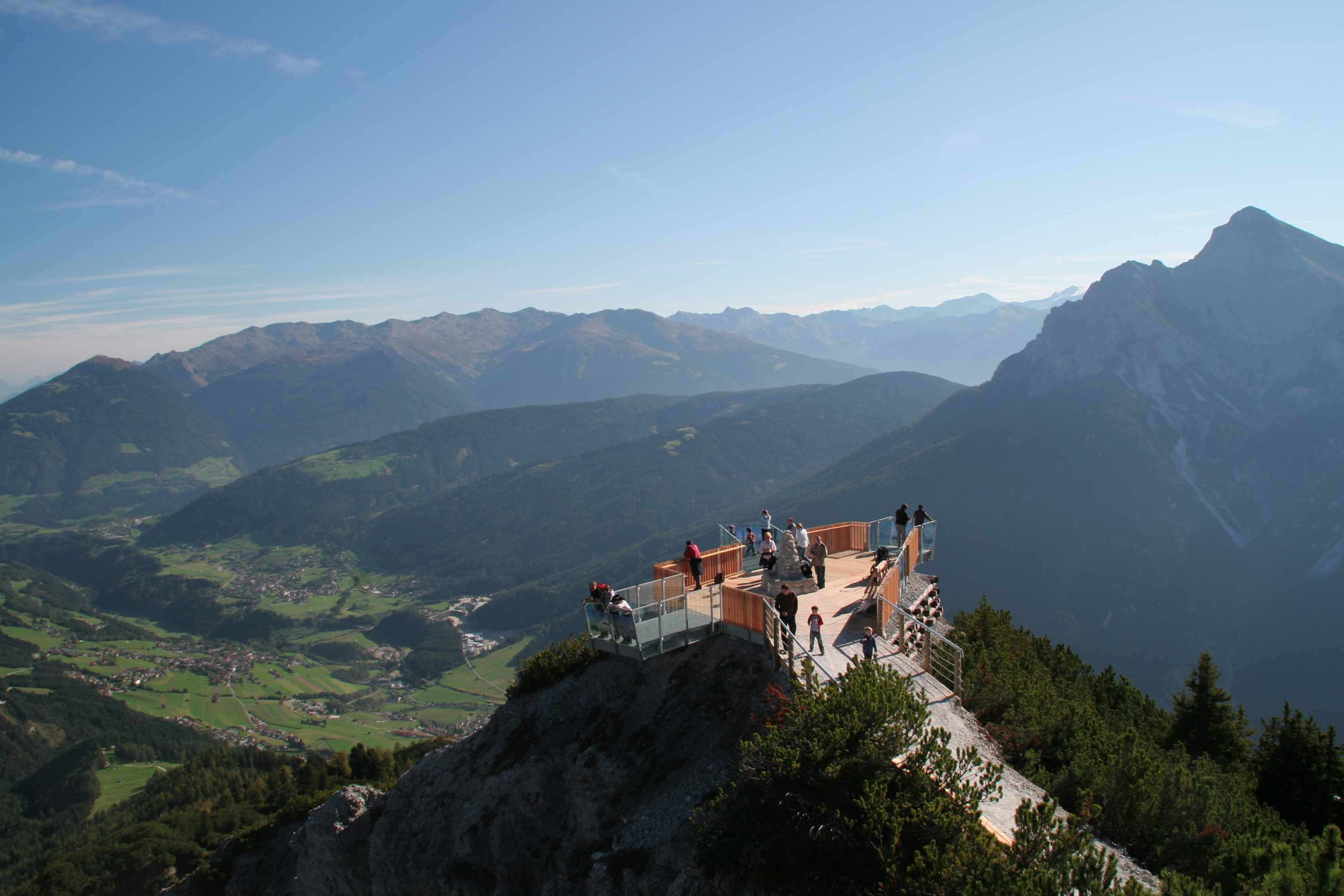
Panoramaweg StubaiBlick in der Schlick2000
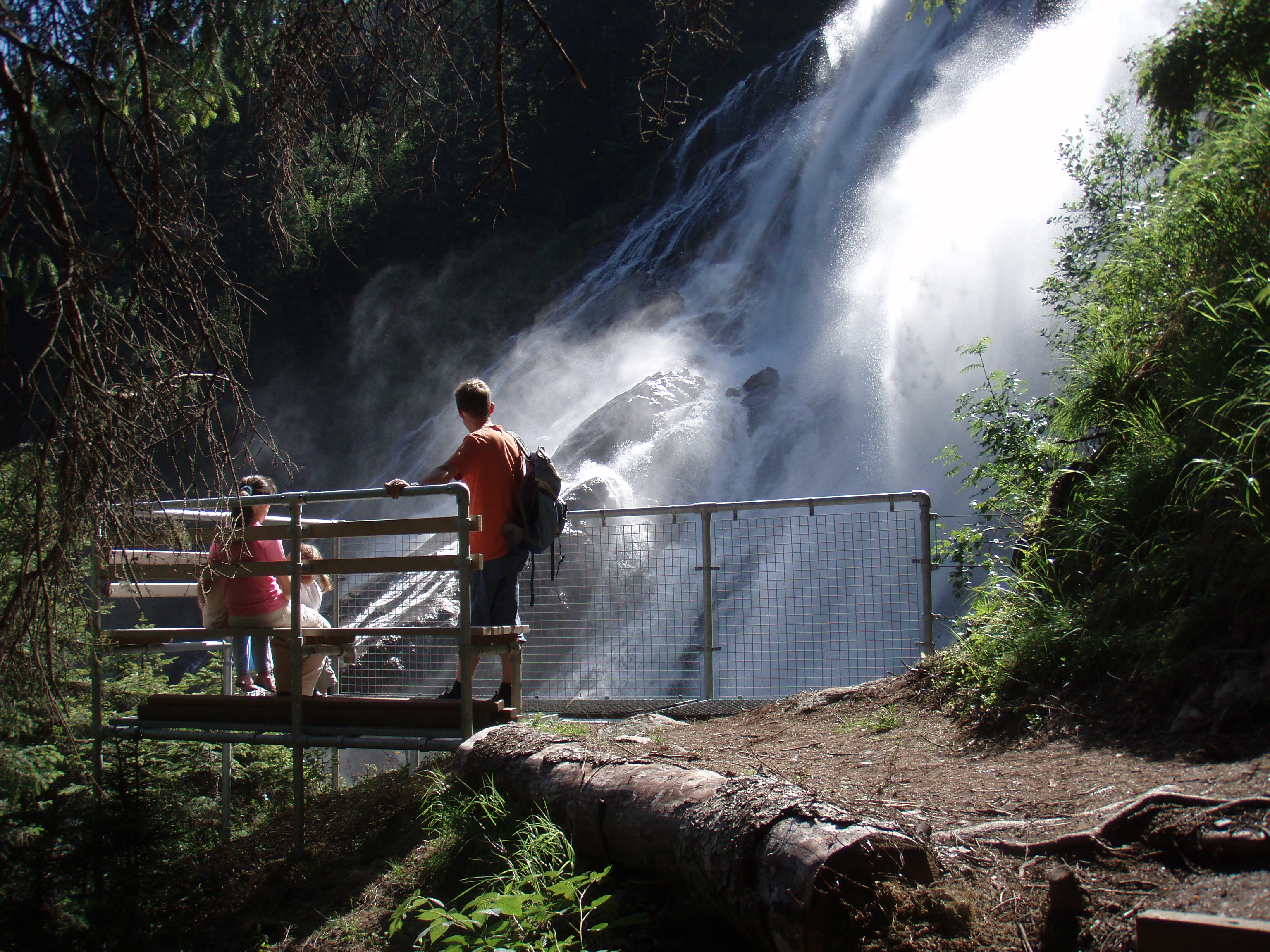
WildeWasserWeg
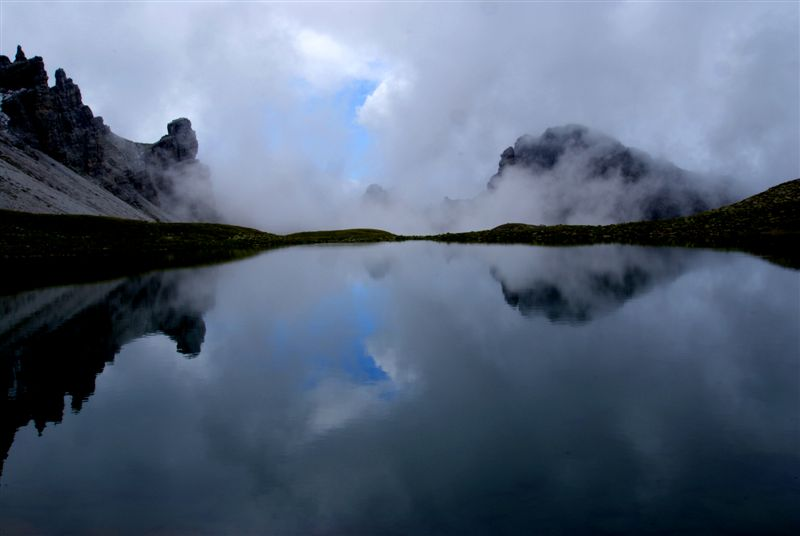
Schlicker See
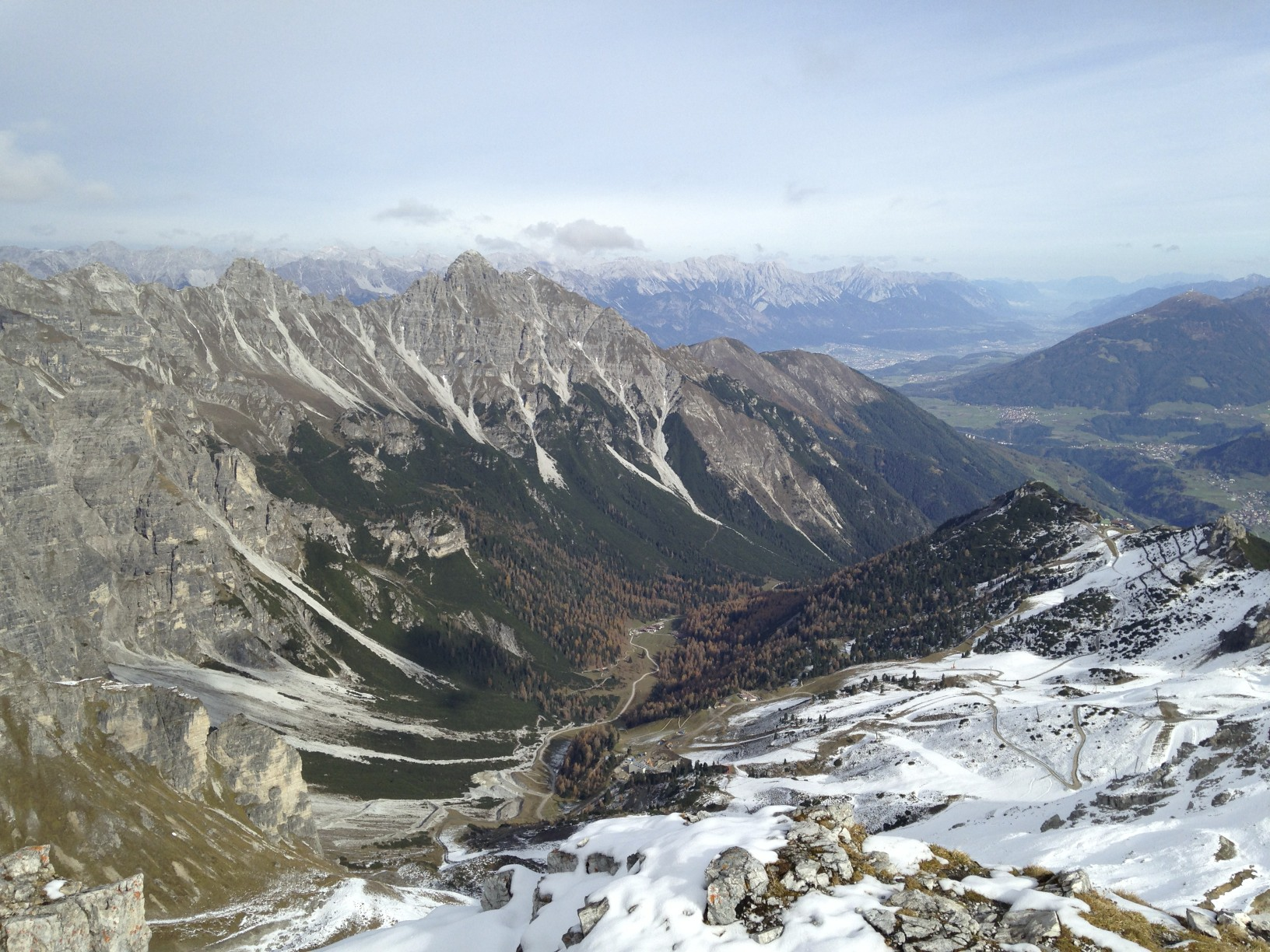
Blick vom Hohen Burgstall Richtung Schlick.
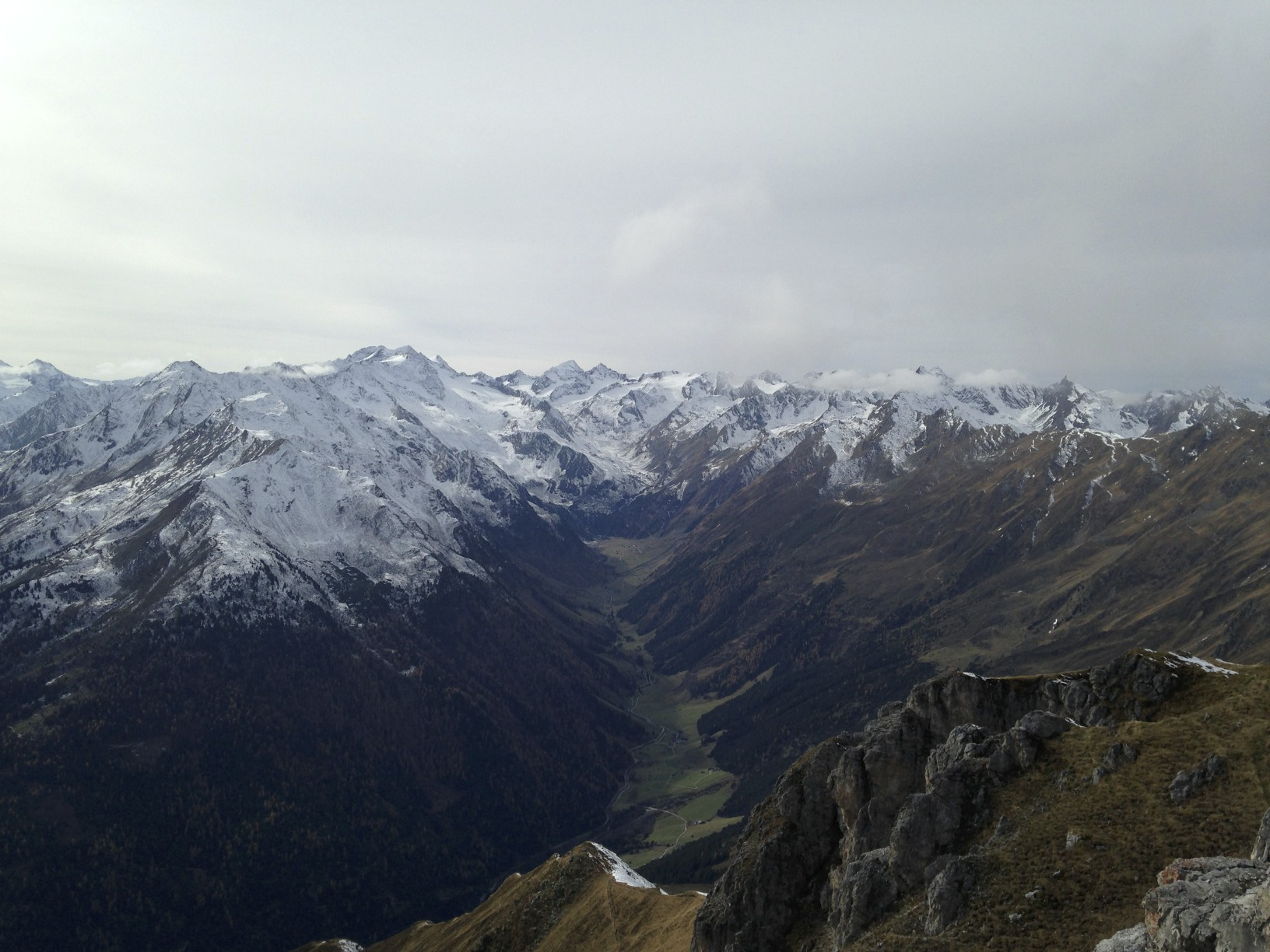
Blick vom Hohen Burgstall in das Oberbergtal
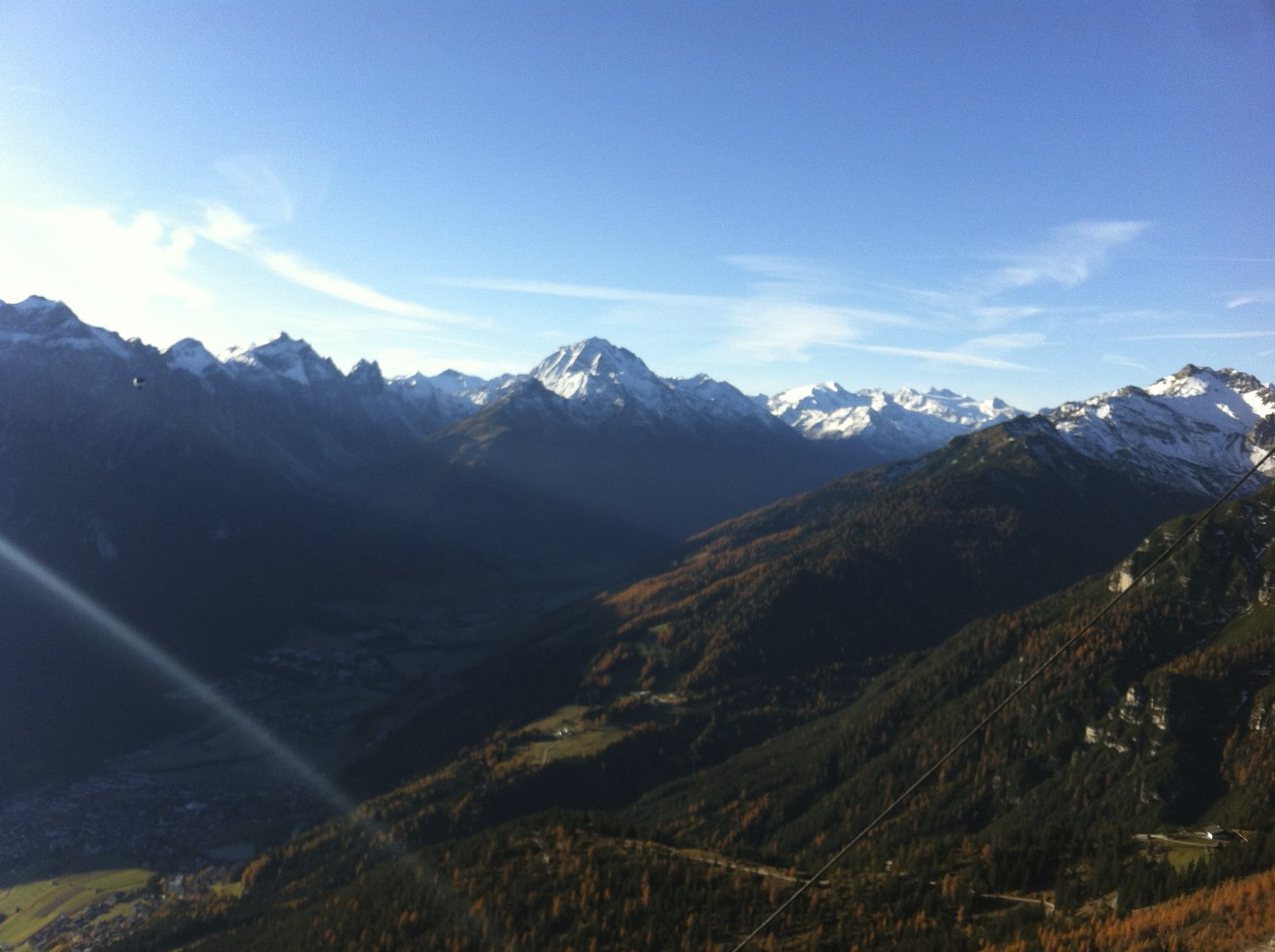
Blick über das gesamte Stubaital
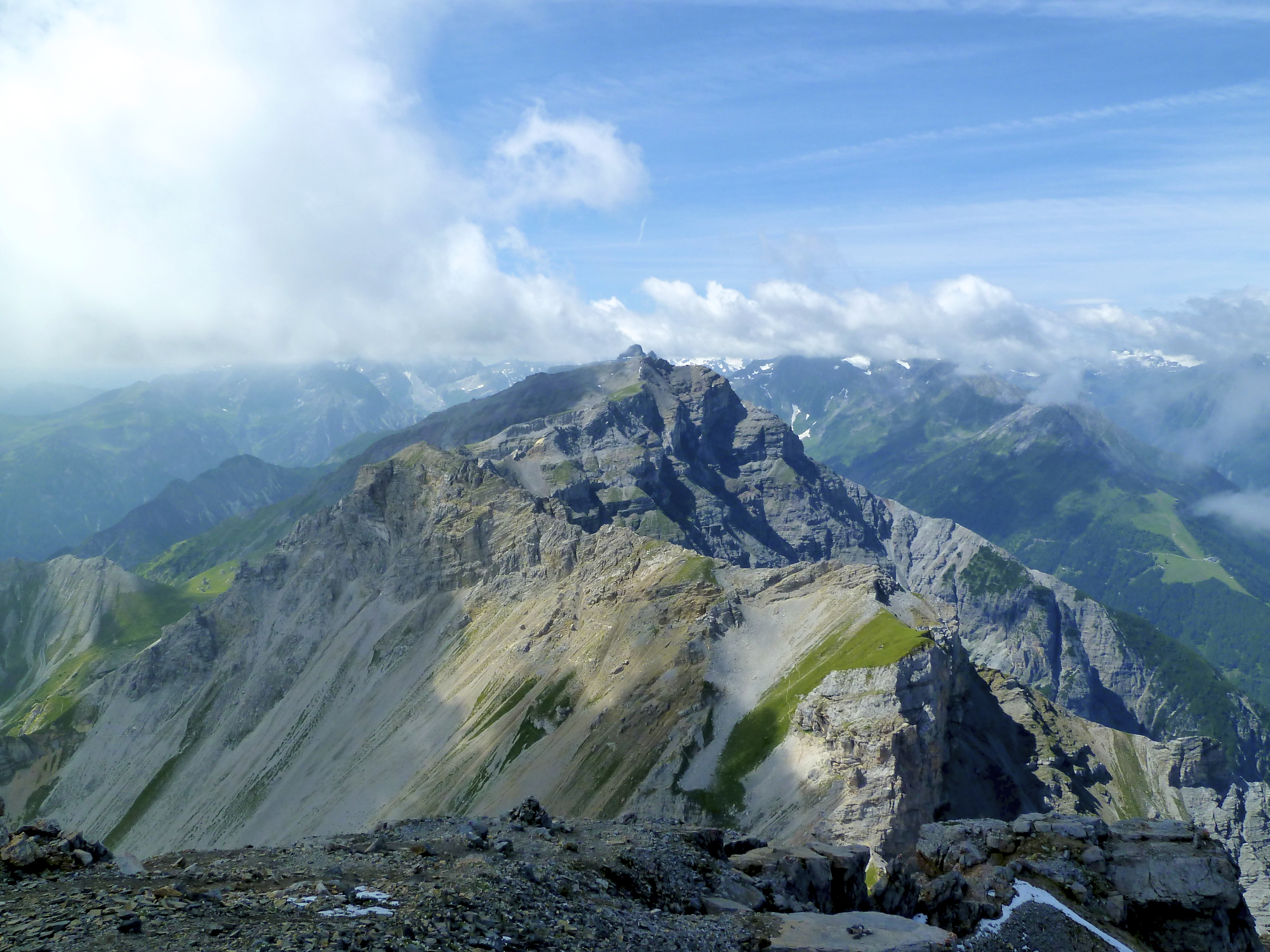
Blick von der Serles zur Kesselspitze
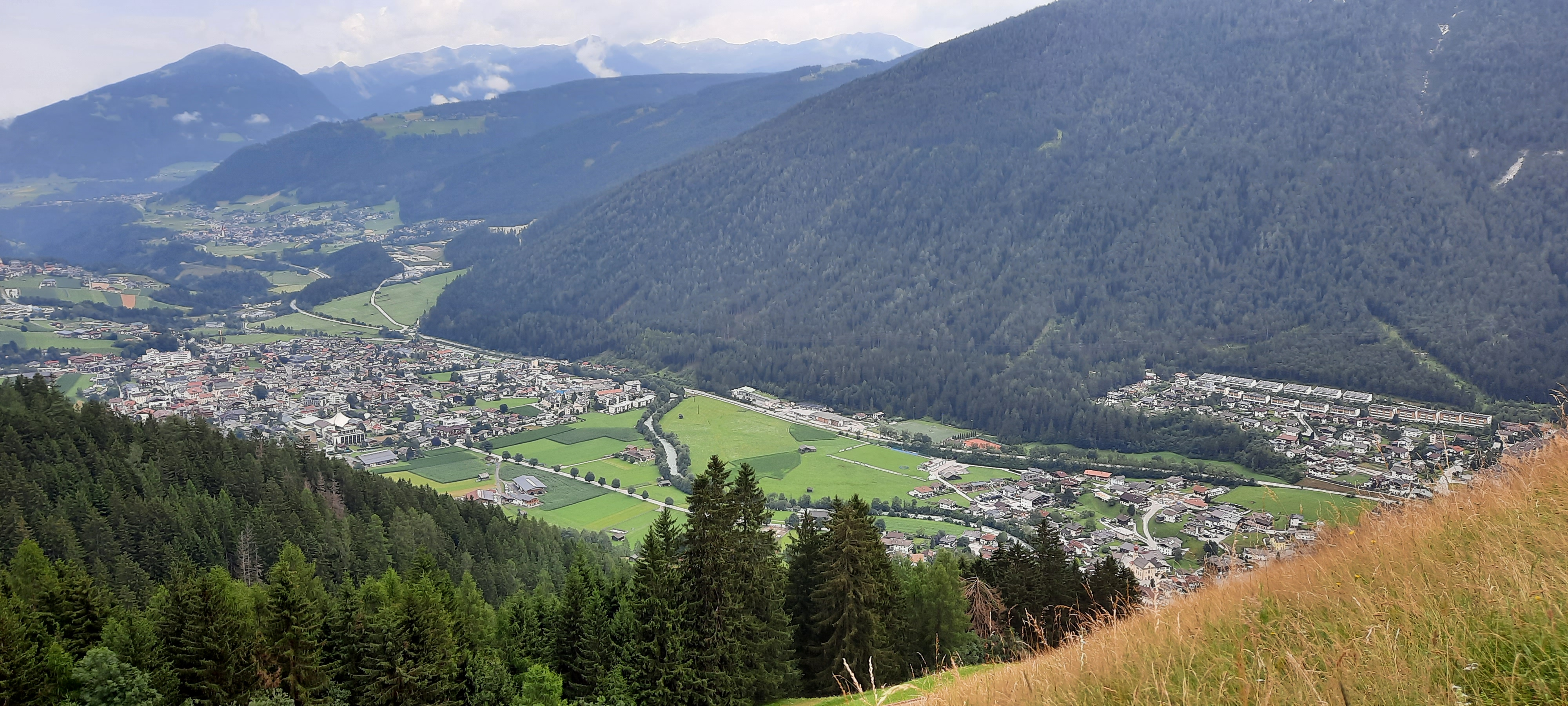
Blick von Vergör aus auf Fulpmes und Richtung Talausgang
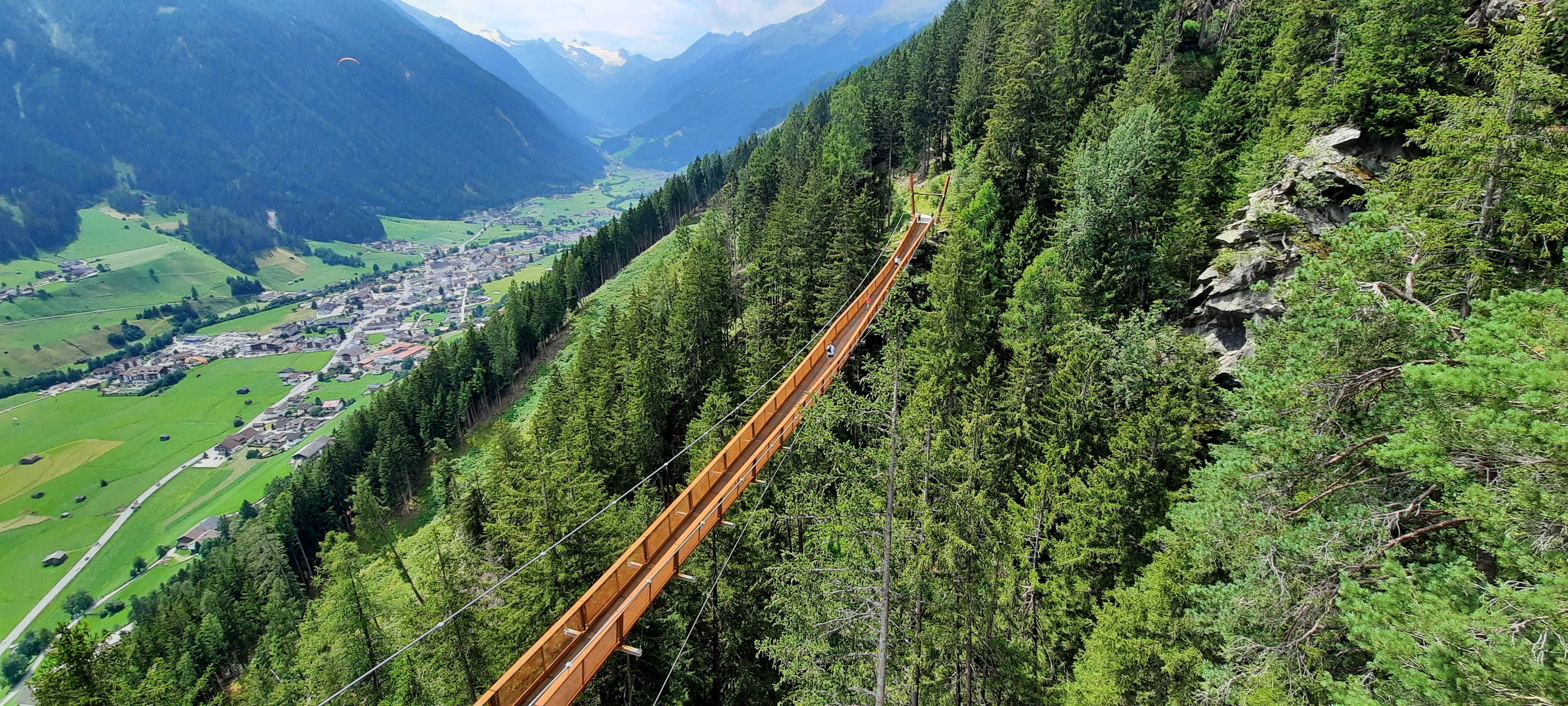
Blick auf die Hängebrücke, auf Neustift und Richtung Stubaier Gletscher
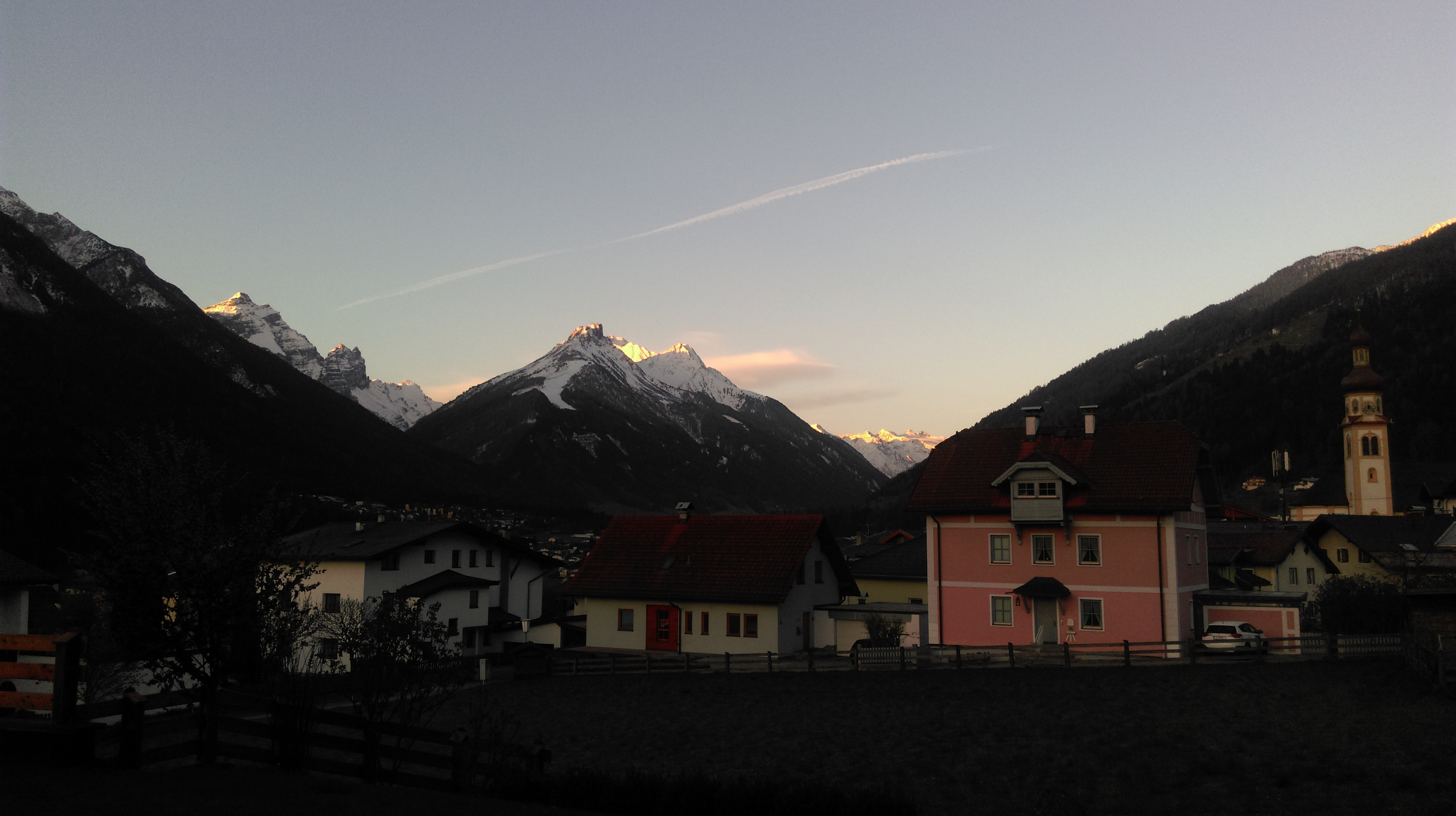
Sonnenaufgang im Stubaital – Blick über die Dächer von Fulpmes zum Elfer

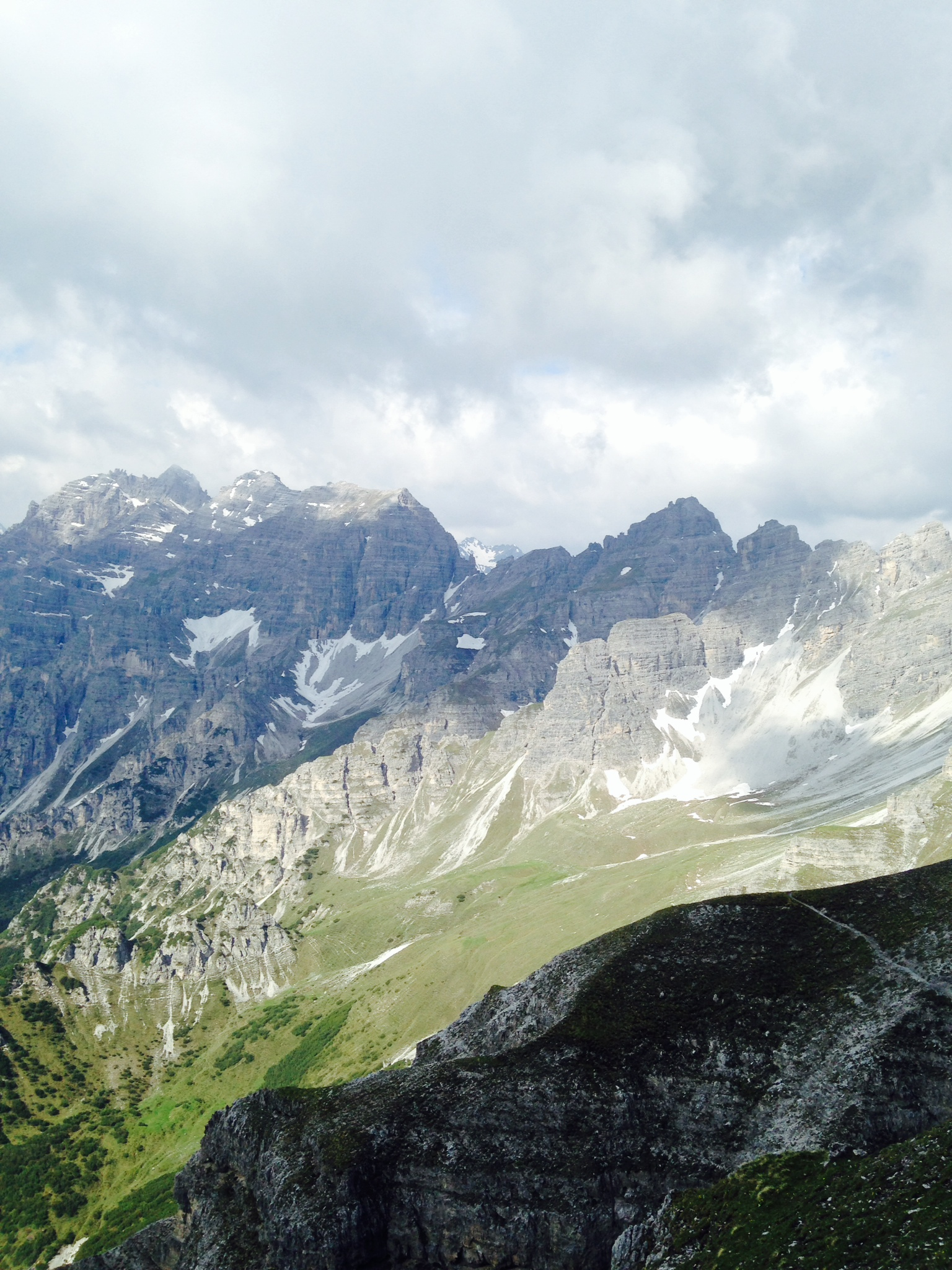
Blick vom Ampferstein Richtung Kalkkögel
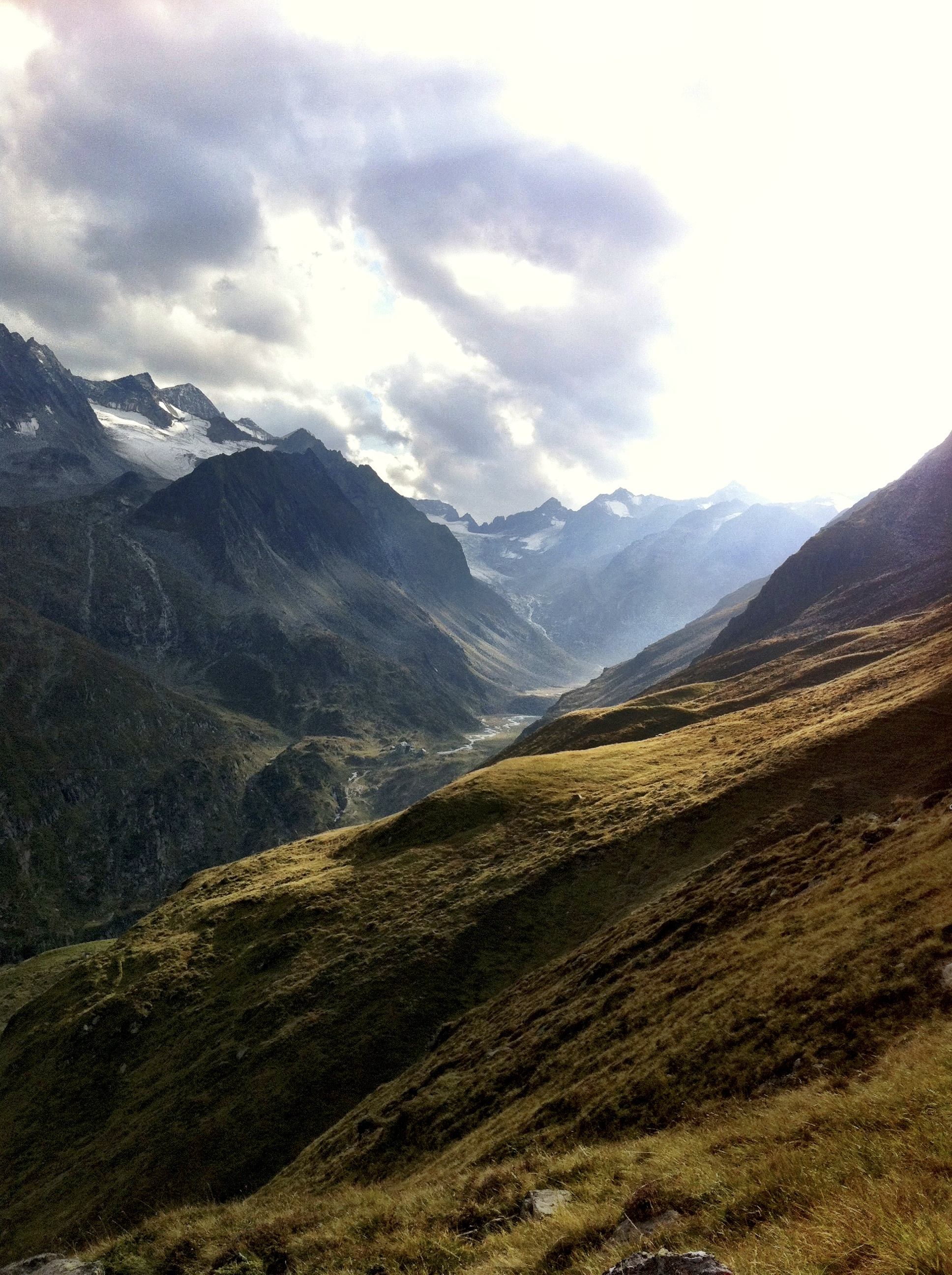
Blick Richtung Franz-Senn-Hütte